# Хаплогрупа R (Y-ДНК)
Хаплогрупа R ili Y-ДНК хаплогрупа R је једна од хаплогрупа у људској генетици. 

## Заступљеност
Ова хаплогрупа је углавном заступљена међу индоевропским народима. Представља појединачно најзаступљенију хаплогрупу у већини држава Европе и Америке, у државама јужне и средње Азије, као и у Јерменији, Аустралији, на Новом Зеланду и на Фиџију.
У Србији је са 25% ово друга по заступљености хаплогрупа, после Хаплогрупе I (44%).
Поред поменутих простора, Хаплогрупа R се у мањој мери може пронаћи и на простору Блиског истока (где већина становништва поседује Хаплогрупу J), а заступљена је и код дела афричког становништва (у Нигеру, Чаду, Централноафричкој Републици), као и код дела америчких Индијанаца, посебно код народа Алгонкина.
Хаплогрупа R се генерално дели на Хаплогрупу R1 и Хаплогрупу R2, док се Хаплогрупа R1 дели на Хаплогрупу R1b (претежно на западу) и Хаплогрупу R1a (претежно на истоку). Хаплогрупа R1b је више заступљена међу германским, романским и келтским народима, али и међу Албанцима, Грцима, Јерменима и Туркменима, док је Хаплогрупа R1a више заступљена међу балто-словенским и индо-иранским народима.

## Порекло
Претпоставља се да је ова хаплогрупа настала пре 20.000-34.000 година у средњој или јужној Азији од Хаплогрупе P, која се још у значајној мери може пронаћи на тим просторима. Поред Хаплогрупе R, од Хаплогрупе P потиче и Хаплогрупа Q, која је претежно заступљена код америчких Индијанаца.